# Svenskt konversationslexikon

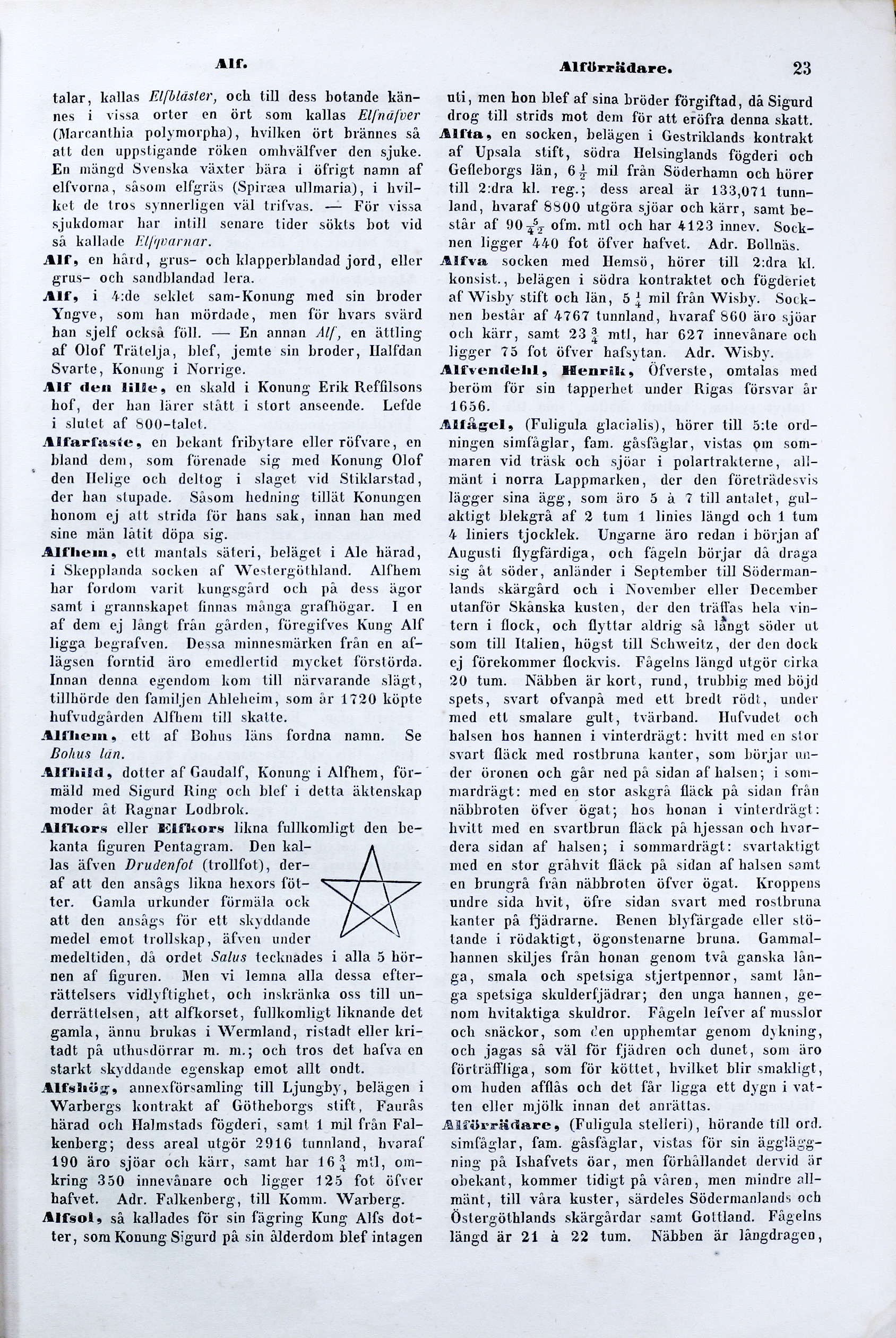
Första bandet, sidan 23, med verkets enda illustration.

Titeln "Svenskt konversationslexikon" används ibland även om "Bonniers konversationslexikon" (13 band, 1922–1929).
Svenskt konversationslexikon var en encyklopedi på svenska som utgavs i fyra band åren 1845–1851 på Per Gustaf Bergs förlag i Stockholm. Det var det första uppslagsverk som skrevs på svenska och blev fullbordat. Det är inte helt vetenskapligt och fick aldrig samma uppskattning som efterföljaren Nordisk familjebok (som började utges 1875), men utgör ändå en viktig milstolpe i de svenska encyklopediernas historia i mitten av 1800-talet.
Verket är tryckt helt i antikva, i två spalter, på gulnande (syrahaltigt) papper. Enligt Libris-katalogen (2009) finns verket vid 9 svenska bibliotek. Första bandet innehåller ett förord, rättelser och ett efterord samt 758 sidor med uppslagsord A-G. På sidan 23 finns verkets enda illustration (ett pentagram) i artikeln Alfkors eller Elfkors. Övriga band innehåller enbart uppslagsboksartiklar, inga illustrationer, rättelser eller efterord. Utgivaren lovar i förordet att införa rättelser, upplysningar och tillägg i ett supplement, men något sådant gavs förmodligen aldrig ut.
Som redaktör fungerade bokhandlaren och tryckaren P.G. Berg (1805–1889) själv. Han hade upprättat stommen, listan över uppslagsord. Som boktryckare hade han kontroll över verkets omfång och såg till att artiklarna hölls tillräckligt korta för att verket inte skulle svälla ut, något som många andra encyklopedister har misslyckats med. I förordet nämns att "flera litteratörers och medarbetares biträde" varit nödvändigt. Bland annat skrev Berg brev till landets pastorsexpeditioner och bad om uppgifter till socknarnas beskrivning. Artiklarna är inte signerade och saknar källhänvisningar. Förkortningar används utan att förklaras, dock inte lika ymnigt som i senare uppslagsverk.
I förordet nämner utgivaren att svenska uppslagsverk länge har saknats. Det poängteras att Conversations-lexicon (4 band, 1821–1826) utgivet på Nils Magnus Lindhs tryckeri i Örebro är tjugo år äldre och bara en översättning från utländska verk (nämligen tyska Brockhaus, andra utgåvan, 10 band, 1812–1819), medan detta är skrivet på svenska. Likaså avfärdas Daniel Djurbergs Geografiskt lexicon (2 delar, 1811–1813) som både gammalt och ofullständigt och Biographiskt lexicon öfver namnkunnige svenska män (1835–1857) var ännu långt ifrån fullbordat. Målet var att täcka denna brist genom ett verk som tillgodosåg den svenska läsarens behov av "vägledning till kännedom av alla de ämnen, som kunna förekomma i allmänna levernet och bildad konversation."
P.G. Berg utgav senare flera andra uppslagsverk, till exempel Anteckningar om svenska qvinnor (1864) tillsammans med Wilhelmina Ståhlberg. Han var fortfarande i livet när efterföljaren Nordisk familjebok började utges i april 1875. Han insåg tidigt att dess utgivningsplan med sex band skulle komma att överskridas.